# Ruta 62 (Chile)
Die Ruta 62 (kurz RN 62) war eine Nationalstraße in der Región de Valparaíso in Chile. Die Ruta begann in Viña del Mar und endete in La Calera. Dies wurde jedoch am 27. Dezember 2010 mit dem Dekret N° 273 des MOP außer Kraft gesetzt.
Der betreffende Abschnitt zwischen Viña del Mar, Limache und Quillota standen unter der Verwaltung der Betreiber Autopista Troncal Sur und Autopista Los Andes.
Gemäß dem oben erwähnten Dekret gehören diese privat verwalteten Abschnitte jetzt zur Ruta 60.

## Geografische und städtische Gebiete
- Beginn der Autopista Troncal Sur in Viña del Mar.
- Ende Autopista Troncal Sur in Peñablanca.
- Fortsetzung der Autopista Los Andes in Peñablanca.
- Ende der Autopista Los Andes in San Pedro.
- Kilometer 58 Autopista del Aconcagua

## Abschnitte der Straße
- Viña del Mar – San Pedro Autopista
- San Pedro – La Calera Autopista